# Справедлива вартість
Справедлива вартість (англ. fair value) — сума, за якою може бути здійснений обмін активу або оплата зобов'язання внаслідок операції між обізнаними, зацікавленими та незалежними сторонами. Термін «обізнані» означає, що зацікавлений покупець та зацікавлений продавець достатньо поінформовані про характеристики об'єкта оцінки вартості, його фактичне та потенційне використання, а також про стан ринку на дату балансу. Зацікавлений покупець мотивований, але не зобов'язаний купувати. Визначення справедливої ввартості є операцією між незалежними сторонами, тобто між сторонами, що не мають між собою жодних особливих або конкретних стосунків, які зробили б ціну операції нехарактерною для умов ринку. Вважається, що така операція — це операція між незв'язаними сторонами, які діють самостійно. Інформація про справедливу вартість дає змогу порівнювати фінансові інструменти, які мають однакові економічні характеристики, незалежно від мети їх утримання, термінів випуску, придбання чи емітентів.